# شهرپلنگ

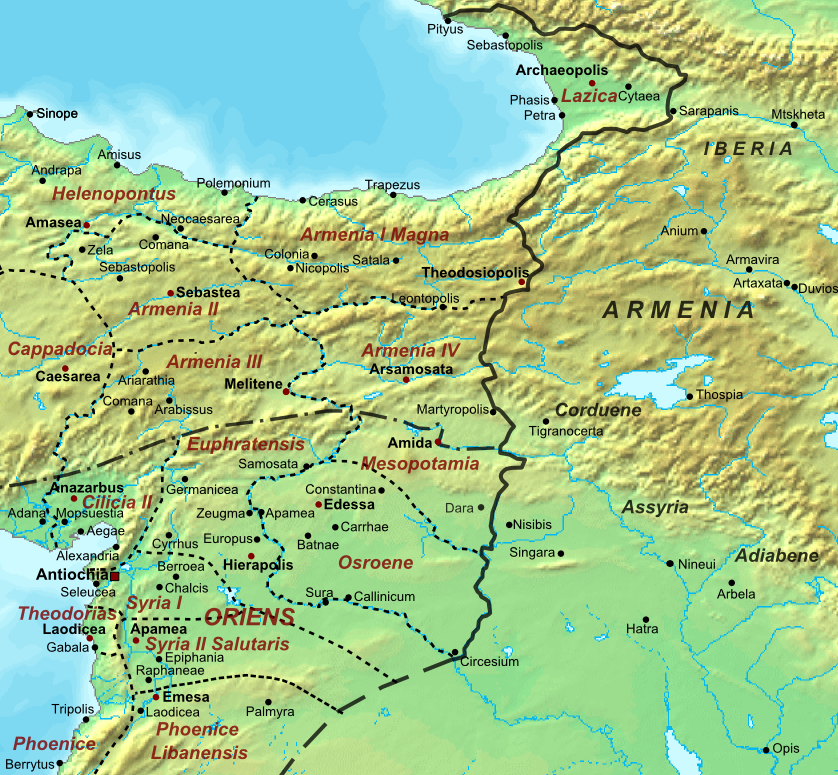
نقشه مرزهای سیاسی امپراتوری ایران و بیزانس.

شهرپلنگ (به ارمنی: Շահրապղական شاهراپلاکان < شاهراپالاکان؛ به یونانی Σαραβλαγγᾶς سارابلانگاس) سردار ارتش ساسانی است که در جنگ ایران و روم ۶۰۲-۶۲۸ حضور داشت.

## زندگینامه
شهراپلاکان نخستین بار در سال ۶۲۴ میلادی در زمان خسرو دوم (خسرو پرویز)، فرماندهی ارتش نوین را که به گفته تئوفانس از مجموع هنگ‌های خسرویگتای و پیروزیتای تشکیل شده بود، را به عهده گرفت. با این ارتش جدید، وی موظف شد تا با هراکلیوس - امپراتور روم- که در نبرد آلبانیای قفقاز پیروز شده و همچنین ارمنستان ساسانی را اشغال کرده بود، مقابله کند. ارتش شهراپلاکان توانست با موفقیت، بسیاری از شهرها را بازپس گیرد و بیزانسی‌ها را به سیونیک عقب براند و همچنین کوشش کرد تا با در اختیار گرفتن گذرگاه‌های کلیدی جلوی پیشروی هراکلیوس به سمت جنوب و اشغال آتروپاتکان (آذربایجان) را بگیرد. با اینحال هراکلیوس با انجام عملیات متعدد مانع از محاصره خود شد. شهراپلاکان به امید الحاق به قوایی که توسط سردار دیگر پارسی - شهربراز - فرماندهی می‌شد، هراکلیوس را تعقیب کرد اما نتوانست با او درگیر شود. اگرچه هراکلیوس یورش‌های متعددی را علیه شهراپلاکان ترتیب داد تا مانع پیوستن دو ارتش ایرانی شود؛ اما بر پایه منابع بیزانسی نهایتاً به یکدیگر ملحق شدند.
دو سردار تصمیم گرفتند منتظر قوای سوم تحت فرماندهی شاهین وهمن‌زادگان نمانند و خود حمله‌ای را ترتیب دادند اما در نبردی که درگرفت، ایرانیان شکست خوردند.
بر طبق یک گزارش، شهراپلاکان در طی این نبرد و به علت ضربه شمشیری از پشت، به قتل رسید؛ اما بر پایه منابع دیگر او باز هم در سال ۶۲۷ هویدا می‌شود. در آن زمان شهراپلاکان به همراهی هزار جنگجوی نخبه موظف می‌شود تا برای رهایی تفلیس از اشغال بیزانس و خزرها، متحدینشان (احتمالاً گوک‌ترک‌ها) اقدام کند. آمدن ایشان مقاومت را استحکام بخشیده و به مدافعین شهر قوت قلب داد. اما سرانجام شهر سقوط کرد.(احتمالاً در سال ۶۲۸ میلادی) 
در سال ۶۲۷ هراکلیوس ترکان را واگذاشت تا به محاصره شهر ادامه دهند و خود به همراهی تعداد زیادی از ترکان راهی جنوب شد. شهراپلاکان با قوای بسیار اندکش نتوانست از پیشروی امپراتور روم جلوگیری کند.

## پانوشت ها
1. ↑  Dowsett, C. J. F. (1961) The History of the Caucasian Albanians by Movsēs Dasxuranc‘i (English translation and commentary) (London Oriental Series; 8), London, New York, Toronto: Oxford University Press, page 81
2. 1 2 3  (Martindale، Jones و Morris 1992، ص. 1141).
3. ↑  (Greatrex و Lieu 2002، صص. 202–203).
4. ↑  (Kaegi 2003، صص. 128–129).
5. ↑  (Kaegi 2003، صص. 129–130).
6. ↑  (Greatrex و Lieu 2002، ص. 203).
7. ↑  (Greatrex و Lieu 2002، صص. 203–204, 308).
8. ↑  (Greatrex و Lieu 2002، صص. 211–212); (Kaegi 2003، ص. 144).
9. ↑  (Kaegi 2003، ص. 158).